# Nutty Professor II: The Klumps
Nutty Professor II: The Klumps is een Amerikaanse komische film uit 2000, geregisseerd door Peter Segal. De film is een vervolg op The Nutty Professor uit 1996. De hoofdrol wordt wederom vertolkt door Eddie Murphy. Hij speelt ook dit keer meerdere rollen. 

## Verhaal
Professor Sherman Klump staat op het punt te trouwen met zijn collega Denise Gaines, en werkt aan een nieuwe uitvinding; een jeugdserum. Hij blijkt echter nog steeds niet geheel van zijn alter-ego Buddy Love af te zijn, daar Buddy’s persoonlijkheid soms naar boven komt in Sherman. Met behulp van Denise’s genonderzoek vindt hij het gen dat Buddy’s DNA bevat, en ondanks de risico’s dat hij zijn gezondheid ermee riskeert, isoleert hij dit gen uit zijn lichaam zodat hij voorgoed van Buddy Love af is.
Het geïsoleerde DNA groeit echter uit tot een klomp gel, die na in contact te zijn gekomen met een haar van een hond uitgroeit tot een volwassen man. Buddy Love kan nu zonder Sherman bestaan. Sherman ontdekt ondertussen dat door Buddy uit zijn lichaam te verwijderen, zijn hersenen razendsnel beginnen af te takelen. 
Buddy ontdekt het jeugdserum, en steelt een deel ervan om  het voor veel winst te verkopen. Sherman wordt bij zijn school ontslagen nadat een demonstratie van zijn serum flink uit de hand loopt. Shermans grootste probleem is echter zijn afnemende hersenvermogen; iets dat hij alleen terug kan draaien door Buddy Love weer in zich op te nemen. Samen met Dean Richmond confronteert Sherman Buddy Love wanneer deze op het punt staat het jeugdserum te verkopen. Door Buddy Love een grote dosis serum toe te dienen, verandert hij weer in een peuter en ten slotte weer de genetische gel die hij eerst was. De restanten van Buddy belanden in een fontein, waarna Sherman, met hulp van Denise en Cletus, het net op tijd weer kan innemen.

## Rolverdeling
| Acteur               | Personage                          |
| -------------------- | ---------------------------------- |
| Eddie Murphy         | Professor Sherman Klump            |
| Eddie Murphy         | Papa Klump                         |
| Eddie Murphy         | Mama Klump                         |
| Eddie Murphy         | Grandma Klump                      |
| Eddie Murphy         | Ernie Klump Sr.                    |
| Eddie Murphy         | Buddy Love                         |
| Eddie Murphy         | Lance Perkins                      |
| Janet Jackson        | Denise Gaines.                     |
| Larry Miller         | Dean Richmond                      |
| John Ales            | Jason                              |
| Richard Gant         | Mr. Gaines                         |
| Anna Maria Horsford  | Mrs. Gaines                        |
| Melinda McGraw       | Leanne Guilford                    |
| Jamal Mixon          | Ernie Klump Jr.                    |
| Wanda Sykes          | Chantal                            |
| Freda Payne          | Claudine                           |
| Nikki Cox            | Student                            |
| Chris Elliott        | Restaurant Manager                 |
| Duffy Taylor         | Restaurant Trainee                 |
| Earl Boen            | Dr. Knoll                          |
| Charles Napier       | Four Star General                  |
| Steve Kehela         | Scientist                          |
| Miguel A. Núñez, Jr. | Scientist (as Miguel A. Nunez Jr.) |
| Viola Kates Stimpson | Sweet Old Lady with Dog            |

## Achtergrond
Actrice Jada Pinkett Smith, die in de vorige film Sherman Klumps vriendin speelde, kon niet terugkeren voor deze film vanwege haar huwelijk met Will Smith, haar zwangerschap, en het feit dat ze had getekend voor de vervolgen op The Matrix. Daarom nam Janet Jackson haar plaats in.
De film bracht wereldwijd $166.39.890 op, maar kreeg vooral negatieve recensies van critici. Op Rotten Tomatoes gaf 26% van de recensenten de film een goede beoordeling. 
De film werd geparodieerd door komiek Jack Black in de film Tropic Thunder, waarin Blacks personage Jeff Portnoy verschillende leden van een dikke familie speelt.